# Самоизоляция (здравоохранение)
Самоизоляция — комплекс ограничительных мер по самостоятельной изоляции населения или отдельных лиц в целях предотвращения распространения инфекционного заболевания. Получила широкое распространение во время пандемии COVID-19. В России — с марта 2020 года.

## Описание
В сетевом проекте о русском языке «Бюро Марины Королёвой» самоизоляция определена как «добровольная изоляция с целью предотвратить распространение эпидемии». Ю. Г. Панюкова и В. Г. Утробина трактуют самоизоляцию как «вынужденное пребывание человека в относительно ограниченном пространстве, в частности, дома, когда возможность покидать это пространство регламентирована извне». В психологическом плане такая ситуация характеризуется высокой стрессогенностью.
К числу основных нарушений режима самоизоляции относят:
- сокрытие или несвоевременное извещение органов власти о прибытии из-за границы;
- посещение общественных мест (стадионов, концертных залов, музеев, кинотеатров, театров, объектов общественного питания и т. д.);
- выход из дома без крайней, жизненно важной необходимости;
- посещение места работы, кроме случаев, когда деятельность предприятия не остановлена;
- отсутствие специального пропуска в случае введения пропускной системы.

## Самоизоляция по странам

### Россия
В России режим самоизоляции в связи с пандемией COVID-19 впервые был объявлен в Москве и Московской области в марте 2020 года, а затем установлен и в других субъектах Российской Федерации. Отказ российских властей от режима чрезвычайного положения, по мнению экспертов, был обусловлен тем, что последний, в отличие от режима самоизоляции, предполагает обязательное возмещение со стороны государства материального ущерба от обстоятельств его введения.
В действующем российском законодательстве определение термина «самоизоляция» отсутствует. Однако сообщается о подготовке Советом Федерации поправок в федеральное законодательство, которыми будет дано его юридическое определение.
Т. Б. Радбиль отмечает, что употребление лексемы «самоизоляция» «в речевой практике современного российского общества эпохи коронавируса имеет все признаки идеологемного функционирования в рамках коммуникативной стратегии эвфемизации». При этом «вербализуется и клишированно воспроизводится внутренне противоречивая когнитивная модель ситуации законодательного принуждения граждан к добровольному ограничению своих прав».
В исследовании Т. А. Безуглого и И. В. Батуриной описаны две значимые закономерности: так, во-первых, чем больше времени граждане проводят дома, в режиме самоизоляции, тем меньше они её поддерживают, что доказывается, как созданным информационным гигантом Яндекс интегративным показателем — индексом самоизоляции, так и проводимыми в первую волну пандемии COVID-19 социологическими опросами. Во-вторых, во всех городах-спутниках (по отношению к городской агломерации) уровень самоизоляции коррелирует с её общественной поддержкой, падает с каждой неделей и имеет общие закономерности развития.

### Беларусь
В Беларуси самоизоляция была введена постановлением Совета министров Республики Беларусь от 8 апреля 2020 года № 208 «О введении ограничительного мероприятия». В данном документе она определена как «система мероприятий, обеспечивающих изоляцию (в домашних или иных условиях) лиц, прибывших из эпидемически неблагополучных стран, либо лиц, которые имели или могли иметь контакты с лицами, имеющими инфекционные заболевания, и (или) лицами — носителями возбудителей таких инфекционных заболеваний, и (или) лицами, находящимися в стадии выздоровления после перенесённых инфекционных заболеваний». Подлежащим самоизоляции лицам вручалось требование о соблюдении правил поведения в самоизоляции.